# Provinciale weg 384
De provinciale weg 384 (N384) is een provinciale weg in de provincie Friesland. De weg vormt een verbinding tussen de N393 bij Tzummarum en de N354 bij Deersum. Ten noorden van Franeker sluit de weg aan op de A31 richting Harlingen en Leeuwarden.
De weg is uitgevoerd als tweestrooks-gebiedsontsluitingsweg met buiten de bebouwde kom een maximumsnelheid van 80 km/h. In de gemeente Waadhoeke heet de weg achtereenvolgens Kade, Hegesylsterwei, Tzummarumerweg, Franekerweg, Hertog van Saxenlaan, Burgemeester J. Dijkstraweg, Welsrijperweg en Suderpolderwei. In de gemeente Súdwest-Fryslân heet de weg Froonackerdijk en Harstawei.

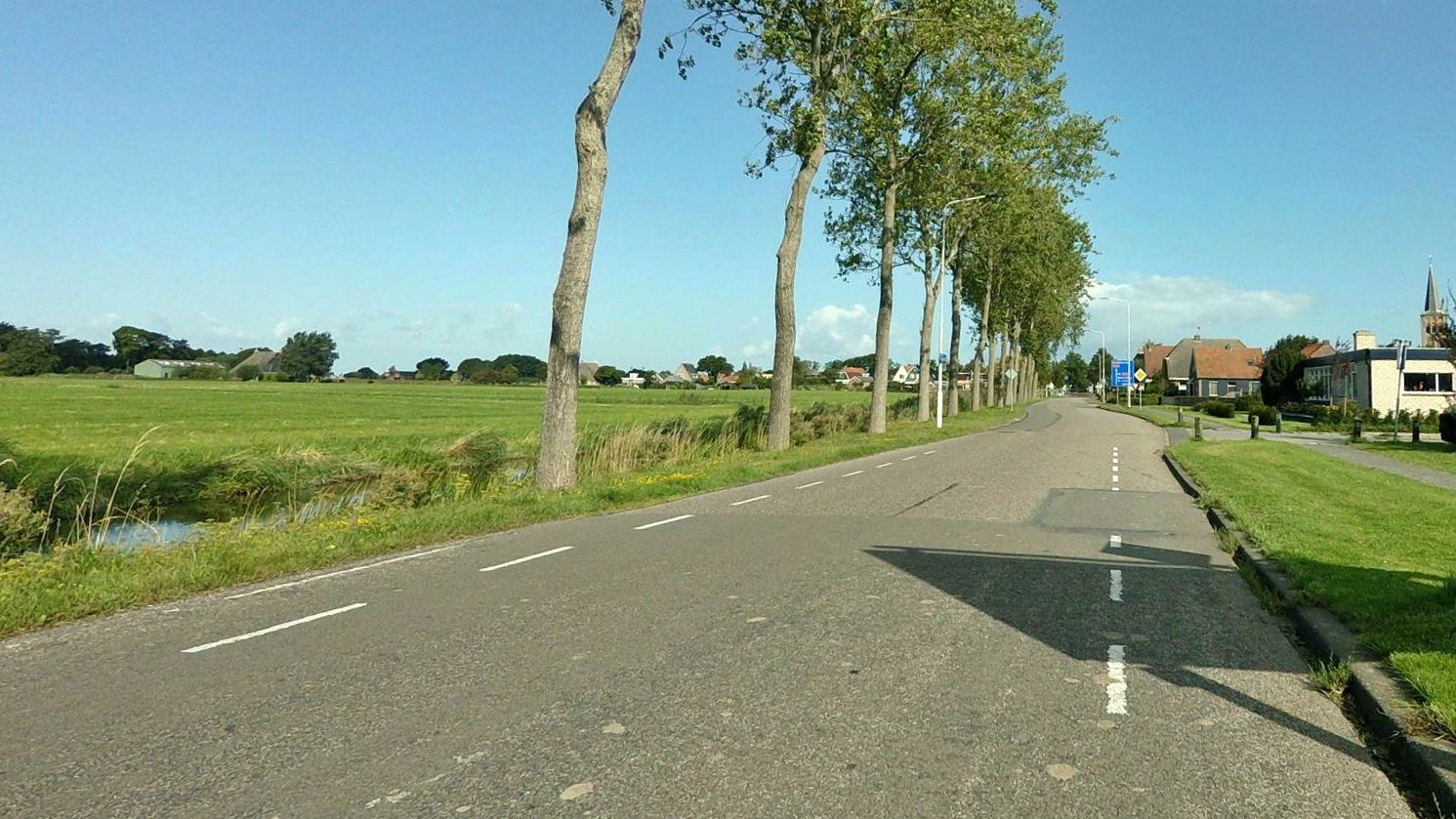
De N384 bij Tzummarum

N34 · N46 · N351 · N353 · N354 · N355 · N356 · N357 · N358 · N359 · N360 · N361 · N362 · N363 · N364 · N365 · N366 · N367 · N368 · N369 · N370 · N371 · N372 · N373 · N374 · N375 · N376 · N377 · N378 · N379 · N380 · N381 · N382 · N383 · N384 · N385 · N386 · N387 · N388 · N390 · N391 · N392 · N393 · N398

N851 · N852 · N853 · N854 · N855 · N856 · N857 · N858 · N860 · N861 · N862 · N863 · N865 · N910 · N913 · N917 · N918 · N919 · N924 · N927 · N928 · N962 · N963 · N964 · N966 · N967 · N969 · N972 · N973 · N974 · N975 · N976 · N977 · N978 · N979 · N980 · N981 · N982 · N983 · N984 · N985 · N986 · N987 · N988 · N989 · N990 · N991 · N992 · N993 · N994 · N995 · N996 · N997 · N998 · N999

Cursief vermelde wegen zijn voormalige provinciale wegen.